# Diputación Provincial de Zamora
La Diputación Provincial de Zamora es la institución encargada del gobierno de la provincia de Zamora, de acuerdo con lo establecido en la legislación española vigente.
Esta institución ocupa diversos edificios, tanto de la capital como de la provincia. Los principales son dos, ambos ubicados en la plaza de Viriato de la ciudad de Zamora, conocidos como el antiguo Hospital de la Encarnación y Las Arcadas, este último en sustitución del antiguo Palacio Provincial de la calle Ramos Carrión. Los órganos de representación y gobierno son la presidencia, el pleno y la junta de gobierno. El pleno es el máximo órgano de decisión. En él se reúnen el presidente y los restantes diputados el primer viernes de cada mes, desarrollándose sus sesiones en audiencia pública.

## Sede
La sede principal de la Diputación se encuentra situada en el edificio del Hospital de la Encarnación. Dicha denominación, responde al primer destino que se le dio tras su construcción en el año 1629, aunque con posterioridad haya tenido otros destinos y usos; entre otros, fue hospicio para recoger a los niños huérfanos hasta el año 1973. Este edificio histórico, está situado en la céntrica plaza de Viriato de la ciudad de Zamora, la capital provincial. En la misma plaza existe otro edificio administrativo de la Diputación, conocido como Las Arcadas, que es de moderna arquitectura y al que se trasladaron los servicios que se prestaban en el antiguo Palacio de la Diputación, ubicado en el número 1 de la calle Ramos Carrión.
Junto a estos dos inmuebles, la Diputación dispone de otras dependencias que se encuentran distribuidas tanto por la ciudad de Zamora como por el resto de la provincia y desde los que presta los servicios o ejerce las competencias que le son propias.

## Historia
Orígenes
La Diputación Provincial de Zamora se constituyó el 10 de octubre de 1813, siguiendo lo dispuesto en la Constitución de Cádiz. Su primer presidente fue José Pintón y Lorenzana y su ámbito de actuación no recogía su dimensión actual, ya que la provincia de Zamora no incluía, en aquel momento las tierras de Sanabria, La Carballeda y Benavente. Lorenzana cesa en su puesto el 12 de mayo de 1814, al producirse una sublevación realista en la ciudad de Zamora a cargo del capitán del Regimiento Compostela, Juan de Aldea, lo que supone a su vez el fin de la primera etapa de la Diputación.

Acta fundacional de la Diputación de Zamora del día 10 de octubre de 1813
«En la ciudad de Zamora a diez de Octubre de mil ochocientos trece, estando en las casas que habita el Señor Dn. Josef María Pintón y Lorenzana Gefe Político Superior de esta Provincia presente este, y los Señores Dn. Josef María de Arce, Intendente Honorario de Exercito, y en propiedad de ella, Dn. Luis Casaseca Canónigo Doctoral de esta Santa Yglesia representante por el Partido de Zamora, Dn. Agustín Enríquez, Cura Párroco del lugar de Gáname por el de Sayago, Dn. Tomás Flores, Cura Párroco de Villalcampo, por el de Carbajales y villas eximidas del Agua, Dn. Manuel Puelles, vecino de Alcañices, por el de este nombre, Dn. Pedro Calvo, hacendado labrador, vecino de Moraleja, por el de los lugares del Vino, Dn. Miguel Reja Cura Párroco de Gallegos, por el de los lugares del Pan y Dn. Felipe Vitacarros, vecino y Escribano de Villafáfila, por el de las Villas del Pan, de quienes se ha de componer la Diputación de esta Provincia para cuyos destinos fueron nombrados los siete últimos en la Junta electoral celebrada en esta Ciudad el día dos del corriente: Por el Señor Presidente se hizo un breve y elegante discurso refiriendo los importantes y delicados objetos que el Gobierno fía al cuidado de estas Corporaciones reducidos todos a promober la felicidad de las Provincias y por una legitima consecuencia el bien de toda la Nación, no dudando de la institución notoria y acreditado zelo de los Señores Vocales corresponderán a las intenciones de los que les nombraron para un destino tan delicado.
Concluido este discurso todos los Señores referidos prestaron en manos del Señor Presidente el juramento prevenido en el artículo 337 de la Constitución política de nuestra Monarquía, quedando instalada desde este día la Diputación de esta Provincia y acordado que en el Correo inmediato se dé cuenta al Gobierno y a las demás Diputaciones Provinciales
manifestándolas los deseos de entablar una mutua correspondencia y hacerse participantes recíprocamente de sus luces y conocimientos.
Siendo sumamente preciso nombrar persona que sirva el empleo de Secretario no solo para que autorize las actas, sino para que atienda al despacho de los negocios que ocurran: Se acordó admitir memoriales de pretendientes a la Secretaría, y proceder a su nombramiento el día 12 del corriente.
Habiendo sido nombrados en la Junta electoral celebrada el referido día 2 del corriente suplentes de esta Diputación Provincial Dn. Antonio Gullón, Vecino de Mombuey, Dn. Santiago Aguado que lo es de Villamayor y Dn. Manuel Palacios de la Villa de San Zoles, prestaron el  correspondiente juramento ante el Señor Presidente en la misma forma que lo ejecutaron los demás Señores, con lo que se levantó la Sesión que firmaron.»
[Firman y rubrican el acta]: José María Pintón y Lorenzana, Josef María de Arce, Luis Casaseca, Agustín Enríquez, Tomás Flores, Manuel de Puelles, Pedro Calvo y Miguel de la Reja.

Nota: se ha respetado la grafología y signos de puntuación originales
Trienio Liberal
Con el triunfo de la sublevación del coronel Riego, se inicia el Trienio Liberal, en el que se vuelven a poner en marcha las Diputaciones. El 17 de abril de 1820 se nombra a Joaquín Gómez de Liaño presidente de la de Zamora. Aquella primera Diputación estuvo compuesta por:
- Agustín Enríquez, cura párroco de Gáname, por el Partido de Sayago.
- Tomás Flores, párroco de  Villalcampo, por el Partido de Carbajales.
- Manuel Puelles, vecino de Alcañices, por el Partido de Alcañices.
- Pedro Calvo, hacendado, vecino de Moraleja, por ausencia de Luis Casaseca, por el Partido de Zamora.
- Francisco Díez Pinilla, por el Partido de  Toro.
- José Almirante, de Villavellid, por el Partido de  Toro.
- Miguel Corrales, vecino de Fuentesaúco, por el Partido de  Toro.

El 27 de mayo el presidente es sustituido por Joaquín Escario. El 18 de octubre, todavía de 1820, el abogado gallego Pedro Boado Sánchez se hace con el cargo de presidente, manteniéndolo durante gran parte del Trienio Liberal, ya que no sería sustituido sino hasta el 13 de mayo de 1822, cuando se hace con el puesto Antonio Buch. El último presidente durante esta época es Jacinto Manrique, nombrado el 14 de septiembre de 1822 y que durará en el cargo hasta el 21 de marzo de 1823, ya con la invasión de los Cien mil hijos de San Luis a las puertas.
Regencia de María Cristina
De acuerdo con la Constitución de 1837, el 15 de enero de 1838 se constituye de nuevo en Zamora la Diputación Provincial, con José María Varona como presidente y con Antonio Villaralbo y Fría como vicepresidente.

## Organización política

### Presidente
El presidente es el máximo representante de la Diputación. Además, y entre otras funciones, también es el encargado de dirigir el gobierno y la administración de la provincia. En la actualidad, el cargo lo ostenta Javier Faúndez.

### Pleno
El Pleno es el máximo órgano de decisión. Está formado por el presidente y, en su caso, por los vicepresidentes, así como por el  resto de los diputados provinciales. Los primeros ocupan la parte presidencial del pleno, mientras que los demás tienen un escaño asignado y se agrupan en ubicaciones fijas conforme a su adscripción a los grupos políticos. En los debates, que son públicos, intervienen preferentemente los portavoces de los diferentes grupos políticos. El Pleno celebra sesiones los primeros viernes, que no sean festivos, de cada mes.
Tras las elecciones locales celebradas en España en 2023, el Pleno de la Diputación está compuesto por:

### Distribución de escaños por partidos judiciales
| Actual distribución de la Diputación tras las elecciones municipales de 2023 | Actual distribución de la Diputación tras las elecciones municipales de 2023 | Actual distribución de la Diputación tras las elecciones municipales de 2023 | Actual distribución de la Diputación tras las elecciones municipales de 2023 | Actual distribución de la Diputación tras las elecciones municipales de 2023 |
| Partido político                                                             | Votos                                                                        | %                                                                            | Diputados                                                                    |                                                                              |
| ---------------------------------------------------------------------------- | ---------------------------------------------------------------------------- | ---------------------------------------------------------------------------- | ---------------------------------------------------------------------------- | ---------------------------------------------------------------------------- |
| Partido Popular de Castilla y León (PPCyL)                                   | 40.880                                                                       | 41,78%                                                                       | 13                                                                           |                                                                              |
| Partido Socialista de Castilla y León (PSOECyL)                              | 22.979                                                                       | 23,48%                                                                       | 7                                                                            |                                                                              |
| Izquierda Unida de Castilla y León (IUCyL)                                   | 12.041                                                                       | 12,03%                                                                       | 3                                                                            |                                                                              |
| Zamora Sí (ZSí)                                                              | 7.728                                                                        | 7,89%                                                                        | 1                                                                            |                                                                              |
| VOX (VOX)                                                                    | 4.677                                                                        | 4,78%                                                                        | 1                                                                            |                                                                              |

| Partido judicial   |    |   |   | ZSí |   | Diputados |
| ------------------ | -- | - | - | --- | - | --------- |
| Benavente          | 3  | 2 |   |     |   | 5         |
| Puebla de Sanabria | 1  | 1 |   |     |   | 2         |
| Toro               | 1  | 1 |   |     |   | 2         |
| Villalpando        | 1  |   |   |     |   | 1         |
| Zamora             | 7  | 3 | 3 | 1   | 1 | 15        |
| Total              | 12 | 8 | 4 | 1   | 1 | 25        |

## Organización administrativa
Áreas de actuación
La Diputación de Zamora se encuentra dividida en 13 áreas de actuación:
- Agricultura, Ganadería y Zonas Verdes
- Asistencia a Municipios y Urbanismo
- Economía y Hacienda (Presupuestos)
- Cultura, Educación Deportes y Emigración
- Iniciativas Económicas y Asuntos Europeos
- Juventud y Nuevas Tecnologías
- Medio Ambiente y Sostenibilidad
- Obras e Infraestructuras
- Patrimonio y Mantenimiento
- Política Social, Familia e Igualdad
- Régimen Interior
- Secretaría General
- Turismo

## Otros servicios y organismos
Además, la Diputación preside y financia, total o parcialmente, una serie de organismos y entidades que tienen independencia y autonomía en su funcionamiento. Entre ellos:
Centro Coordinador de Bibliotecas
Su origen se encuentra en una delegación de funciones en materia de bibliotecas que la Diputación recibió de la Junta de Castilla y León en 1997. Ambas instituciones, mediante convenio de colaboración, crearon una Comisión Provincial de Bibliotecas, que desde entonces se encarga de la planificación y gestión de este servicio público a través del Centro Coordinador de Bibliotecas. En el mismo también participan los ayuntamientos de la provincia que tienen biblioteca pública municipal. La Diputación cubre los gastos del personal y el mantenimiento de los vehículos y gestiona la dotación de los recursos bibliográficos y audiovisuales de las bibliotecas públicas municipales y de los bibliobuses. En cambio, los municipios aportan las instalaciones y equipamiento necesarios, y cubren los gastos de personal y de mantenimiento de su biblioteca pública municipal. En la actualidad hay tres bibliobuses que visitan 220 pueblos de la provincia, y uno más que se denomina Bibliobús Escolar que realiza tareas de préstamo y de animación en los colegios públicos comarcales. Las visitas de la red de bibliobuses son periódicas, quincenales o mensuales, y se editan calendarios de rutas, con el fin de que los usuarios conozcan en cada momento cuándo los visitará el bibliobús.
Consorcio de Fomento Musical
Institución presidida por la Diputación, en la que también participan otras entidades como el  Ayuntamiento de Zamora, Caja España-Duero, Junta de Castilla y León, Junta pro Semana Santa de Zamora y Cámara de Comercio de Zamora. Su objeto social consiste en la promoción de actuaciones encaminadas a mantener y potenciar la música tradicional de la provincia de Zamora. De ella dependen varias escuelas de folclore en la capital y de otras localidades. En ellas se imparten clases de instrumentos musicales y de bailes tradicionales. El Consorcio también efectúa una labor de recogida de documentos sonoros y de imágenes de fiestas populares de la provincia, así como la edición de CD y otras publicaciones relacionadas con la música tradicional.
Consorcio Provincial Regulador para la Gestión de Residuos Sólidos Urbanos
Está formado por la Diputación, las 15  mancomunidades de la provincia y 10 municipios no mancomunados, así como por los ayuntamientos de Zamora, Zamora y Toro. Sus órganos de gobierno son la asamblea general, la junta de gobierno y administración, el presidente y los vicepresidentes. Se encarga de la gestión directa o indirecta de los servicios municipales de tratamiento de residuos sólidos urbanos y su aprovechamiento mediante la recuperación inicial, buscando la protección del medio ambiente. Para esta finalidad, realizan operaciones de almacenamiento, tratamiento y eliminación de dichos residuos. Cuenta con seis plantas de transferencia, en las que se reciben los residuos urbanos del área que atienden. Estas plantas se encuentras situadas en Palacios de Sanabria, Castrogonzalo, Villafáfila, San Vitero, Toro y Bermillo de Sayago, además de contar con un Centro de Tratamiento de Residuos (C.T.R.). La Diputación es la encargada de subvencionar el transporte de los residuos desde las plantas de transferencia al centro de tratamiento de residuos. El consorcio también ha implantado la recogida selectiva conjunta de papel y envases con la colaboración de la Diputación.
Consorcio de la Escuela de Relaciones Laborales
Fue creada en 1966 para financiar los estudios impartidos por la Escuela Universitaria de Relaciones Laborales en Zamora. Está presidido por la Diputación y en él están integrados, además, el Ayuntamiento de Zamora, la Cámara de Comercio de Zamora y Caja España-Duero. La incorporación de estos estudios al sistema universitario español, junto con el acuerdo suscrito con la Universidad de Salamanca, ha permitido que desde 1989 se impartan en este centro los estudios de Graduado Social Diplomado y Diplomado en Relaciones Laborales, con el título oficial de la acreditada Universidad de Salamanca.
IFEZA
La Institución Ferial de Zamora (IFEZA) fue creada con el objeto de construir un recinto de congresos, ferias y mercados en la provincia de Zamora, así como para la organización de ferias de muestras o monográficas, exposiciones comerciales o técnicas y otras actividades de similar naturaleza. Se encuentra ubicada a la entrada de la ciudad de Zamora, cercana a la autovía del Duero, en la zona denominada La Aldehuela, un espacio de ribera arbolada situado entre la desembocadura del Valderaduey en el Duero. El edificio cuenta con un pabellón de planta cuadrada que se ordena por la subdivisión en dos espacios diferenciados por una banda interior donde se sitúan las dependencias de gestión y servicio ferial, lo cual permite plantear exposiciones simultáneas y de distinto formato.
Instituto de Estudios Zamoranos Florián de Ocampo
Es un centro de estudios locales dependiente de la Diputación y que además está adscrito al Consejo Superior de Investigaciones Científicas (C.S.I.C.) e integrado en la Confederación Española de Centros de Estudios Locales (C.E.C.E.L.). Sus actividades se centran en el campo de la cultura de la provincia de Zamora y, en especial, de las ciencias sociales. Además suele editar de forma regular y participa en la promoción de la investigación local con la convocatoria anual de becas, así como la organización de ciclos de conferencias, congresos y exposiciones. Anualmente convoca el Premio Nacional de Poesía Claudio Rodríguez.
SODEZA
Es una sociedad anónima, de capital íntegramente público, creada para intensificar la actividad económica de la provincia de Zamora. Entre sus funciones están las de contribuir al desarrollo económico de los municipios, especialmente los de menor capacidad económica y de gestión,  incentivando la implantación y el afianzamiento de un tejido empresarial y, en consecuencia, la generación de riqueza, empleo y la fijación de la población. Para ello promueve la creación de polígonos industriales y se encarga de la gestión del vivero de empresas creado en Zamora.

## Presupuesto
La Diputación aprueba cada año sus presupuestos. Con ellos planifica, a modo de previsión,  los gastos de los servicios y de la inversión en las distintas actividades que programa. Los presupuestos deben ser aprobados por el Pleno de la Corporación y están formados por un capítulo de ingresos procedentes de convenios o de ingresos directos o  de otras administraciones (Unión Europea, Estado español, Comunidad Autónoma de Castilla y León, etc.), además de ingresos propios generados por las tasas (ordenanzas fiscales) e impuestos (IAE) que recauda o, incluso, de préstamos que se solicitan a las entidades financieras.
El presupuesto de la Diputación para el año de 2011 es de 63.497.792,24 €. Si se incluye el presupuesto del Patronato Provincial de Turismo y de la Sociedad para el Desarrollo de Zamora (SODEZA), el presupuesto consolidado es de 64.340.246,67 €.